# 山上村 (山形県)
山上村（やまかみむら）は、山形県南置賜郡にあった村。現在の米沢市南東部にあたる。

## 地理
- 山：早坂山、家形山、兵子、ニセ烏帽子山、烏帽子山、昭元山、東大巓、大日岳、薬師森、久蔵森、栂森、砂盛、鳥谷岳
- 河川：最上川

## 歴史
- 1889年（明治22年）4月1日 - 町村制の施行により、三沢村、関根村、大小屋村、大沢村、板谷村および赤崩村の大部分の区域をもって発足（ただし三沢村の一部は同日発足した米沢市の一部となる）。
- 1955年（昭和30年）1月1日 - 米沢市に編入。同日山上村廃止。

## 交通

### 鉄道路線
- 日本国有鉄道
  - 奥羽本線
    - 板谷駅 - 峠駅 - 大沢駅 - 関根駅

### 道路
- 国道13号
- 板谷峠